# محامي الشيطان (فلم)
محامي الشيطان  (بالإنجليزية: The Devil's Advocate) هو فيلم رعب وإثارة وغموض أمريكي صدر سنة 1997. الفيلم مبني على رواية للكاتب أندرو نيدرمان وتحمل نفس الاسم. الفيلم من إخراج تايلور هاكفورد وبطولة كيانو ريفز، آل باتشينو، تشارليز ثيرون وهيثر ماتاراتزو.
عنوان الفيلم هو إشارة إلى العبارة شائعة الاستخدام (محامي الشيطان)، والشخصية التي يقوم آل باتشينو بتأديتها سميت على كاتب قصيدة «الفردوس المفقود» (بالإنجليزية: Paradise Lost) الشاعر الإنجليزي جون ميلتون. الفيلم يملك بعض التلميحات الطفيفة لملحمة ميلتون، مثل الاقتباس الشهير «من الأفضل أن تحكم في الجحيم، على أن تخدم في الجنة».

## طاقم التمثيل
- كيانو ريفز بدور كيفين لوماكس.
- آل باتشينو بدور جون ميلتون/الشيطان.
- تشارليز ثيرون بدور ماري آن لوكامس.
- جيفري جونز بدور إدي بارزون.
- جوديث آيفي بدور أليس لوماكس.
- كوني نيلسون بدور كريستابيلا أندريولي
- كريغ تي نيلسون بدور ألكسندر كولين.
- هيثر ماتاراتزو بدور باربرا.

## القصة
كيفين لوماكس (كيانو ريفز) محامي ناجح جدا في فلوريدا، في الثلاثينيات من عمره، تبدأ قصته وهو في قاعة المحكمة يدافع عن مدرس متهم بالتحرش بطفله في المدرسة، من خلال رواية الطفلة التي تعرضت للتحرش، يقتنع المحامي ان موكله «المتهم» مذنب، وحين يأتي دورة في استجواب الشاهدة أو وإحدى المجني عليهن يطلب استراحه، ويتوجه إلى المرحاض، وهنا يدخل معه شخص يرتدي شارة الصحافة ويضغط عليه بطريق غير مباشر ليجعله يستمر في القضية، على الرغم ان المحامي كان يحاول إقناع نفسه ان يتنازل عن القضية، وفي هذه الحالة سيتم طرده من عمله، لأنه لا يستطيع التخلي عن متهم بعد قبوله القضية.
يرجع قاعه المحكمة، ويستغل مهارته في التلاعب بالكلام وفي الاستجواب، ينصب للمجني عليها فخ قانوني، وينجح في انتزاع البراءة للمتهم. يكتشفه جون ميلتون (آل باتشينو)، رجل أعمال متشعب العلاقات والاستثمارات ويساعده في النجاح، وينقل المحامي وزوجته لمدينة نيويورك، فيكلفه «ميلتون» بقضية سهلة نوعا ما لاختبار مهارته، ينجح فيها ويصبح واحد من لاعبين «ميلتون» في مجال المحاماة.
تبدأ زوجة «لوكامس» «ماري» (تشارليز ثيرون) تعاني من الإجهاد بسبب الضغط الناتج عن الانتقال واصدقائها الجدد، في هذا الوقت يكون «لوماكس» مشغول في قضية جديدة، خاصة باحد أصدقاء «ميلتون» المتهم بقتل زوجته وثلاثة من أبنائه بالتبني، من خلال مشاركة لوماكس في القضية يشك ثم يتأكد ان المتهم مذنب لكنه يستمر في القضية. في هذه الأثناء تكون زوجته وصلت لمرحلة خطرة من الإجهاد النفسي والعصبي، ثم تتوهم أشياء غير حقيقية مثل أنها وجدت طفل صغير في البيت، وعندما اقتربت منه تكتشف أنه يلهو بعضو بشري، ثم تبدأ في روؤية وجوه بعض الناس على هيئة شياطين، وبالطبع لا يكون زوجها «لوماكس» بجانبها وهو ما يزيد الأمر سوء.
في يوم الحكم ببراءة صديق «ميلتون» المتهم، يعود «لوماكس» إلى منزله ليجد ان زوجته ذهبت إلى الكنيسة مغطاة بغطاء سرير، وعند سؤلها عن السبب، ترد ان أحد «اصدقاء لوماكس» في شركة «ميلتون»، اغتصبها، وعند السؤال عن شخصية الفاعل، ترد باسم شخص كان معاه في نفس اليوم في المحكمة أثناء النطق ببراءة المتهم بقتل زوجته، يتأكد أنها فقدت عقلها وفورا يتوجه بها إلى مستشفى الأمراض النفسية. تأخذ الامور منعطف أكثر دراميه حين يظن رئيس مجلس إدارة شركة ميلتون ان لوماكس سيأخذ مكانه، ويهدده لوماكس بفضح فساد شركة ميلتون لمحقق من وزارة العدل، ويطلب منه ايصال التهديد لميلتون، ثم يموت في ظروف غامضة، وفي أثناء تأبين رئيس مجلس الإدارة المقتول في الكنيسة، يحضر المتهم بقتل زوجة والحاصل على البرائه بمساعدة لوماكس، ويجلس في مقعد امام مقعد لوماكس في الكنيسة، يلاحظ لوماكس ان هذا الرجل يتحرش باحد بناته بالتبني في الكنيسة، وعلى الفور يترك الكنيسة ويخرج وأثناء تواجده خارج الكنيسة، يقابله المحقق من وزارة العدل يطلب مساعدته في فضح فساد شركة «ميلتون»، يسير لوماكس في الشارع ويحاول المحقق اللحاق به، وأثناء سيرهما يحاول المحقق وضع بعض الضغط النفسي على لوماكس ويخبره ان الشرطة وجدت جثه طفلة عمرها 10 سنوات في سيارة المدرس الذي برئه من تهمه التحرش.
يبدأ لوماكس في الخضوع نفسيا للمحق، وهنا تتحول الكاميرا إلى ميلتون الذي يقف في مؤخرة الكنسية يراقب شيء ما، وفي لحظه يقرر ميلتون وضع يده في اناء حجري به ماء يزين أحد أعمدة الكنيسة، تعود الكاميرا سريعا إلى لوماكس الذي يعبر الطريق، ثم يحاول المحقق اللحاق بيه حين يعبر نصف الطريق فقط ليفاجئ بسيارة مسرعة تصدمه ويموت من فوره.
يصدم لوماكس ويحاول إنقاذه فلا يستطيع، فيقرر الذهاب لزوجته في المشفى ليجد والدته قادمة من فلوريدا تجاورها وتقرا لها الإنجيل، ويجدها قد استقرت حالتها نسبيا.
ويجد السكرتيرة الخاصة به تحاول مساعدة زوجته فيتركها مع زوجته ويذهب بأمه خارج غرفة زوجته، لتبدء والدته في الاعتذار له عن قطعها زيارة سابقه في منزلة الجديد وتبدء في سرد اسباب هذا قطع هذه الزيارة التي ندمت على قطعها.
في هذه الأثناء تحاول السكرتيرة مساعدة الزوجة وتأتي لها بمرأه لتري «ماري» وجهها فيها وقد بدأت تتعافى، ترفض «ماري» في المرة الأولى النظر في المرأة، في حين تصر السكرتيرة على أن تجعلها تنظر، فتستلم «ماري» للأمر وتنظر وتبدوا عليها علامات التفائل، ثم وفي حركه بطيئه لكن واثقه، تقوم السكرتيرة بتغير زاويه المرأة تدريجيا لتعكس صورها -السكرتيرة- فترى «ماري» انعكاس وجهة السكرتيرة وحين اكتمال وجهها في المرأة، تفاجئ بأن وجهة السكرتيرة يتحول إلى شيطان، وفي حركة مفاجئه تقوم «ماري» بقذف المرأة إلى وجهة السكرتيرة وتقوم بدفعها خارج الغرفة وتغلق خلفها باب الغرفة، يسمع «لوماكس» صوت الجلبة أثناء تحدثه مع والدته التي تحاول اخباره بحقيقة والده الذي لم يعرفها طوال حياته.
يركض «لوماكس» مسرعا إلى غرفة «ماري» وينظهر من زجاج نافذه الباب لجيد ماري منهاره وتجلس على الأرض، يحاول استعطافها وتهدئتها لتفتح باب الغرفة فلا تستجيب وتأخذ قطعه زجاج من المرأة المحطمة، في هذه الأثناء يفتح «لوماكس» الباب قليلا لكن ليس بالقدر الكافي الذي يسمح بمروره، تفكر «ماري» قليلا وتنظر لقطعه المراة المدببه، ثم تنتحر بأن تغرزها في رقبتها وتنحر نفسها، لوماكس بينهار ويدفع الباب، ويحاول انقذها ثم تدخل ممرضه، لتبعده وتموت ماري.
يتمالك «لوماكس» نفسه ويستجمع قواه ويطلب من والدته ان تكمل حديثها بشان حقيقة والده، فتعترف له ان «ميلتون» هو والده، وانه طول المدة كان يراقبهم في انتظار اللحظة المناسبة الذي يحاول الظهور فيها في حياة «لوماكس»، فيقرر «لوماكس» الذهاب إلى «ميلتون» في مقر شركة لمواجهة.
حين يصل «لوماكس» يخرج مسدس كان قد حصل عليه من أحد المتهمين ويصوبه ناحية «ميلتون»، فيظهر على ميلتون علامات الخوف والتوتر المفتعل، وتدور بينهم مناقشه دراميه مسرحية.

## الإصدار

### الميزانية والإيرادات
بلغت تكلفة إنتاج الفيلم حوالي 57 مليون دولار، وحصل خلال الأسبوع الأول من عرضه في الولايات المتحدة على إيرادات بلغت 12,170,536 دولار، محتلاً بذلك المركز الثاني في شباك التذاكر الأمريكي. وقد تم عرضه في 2,161 صالة سينما بمتوسط أرباح بلغ 5,631 دولار لكل صالة. بلغت إيرادات الفيلم داخل الولايات المتحدة 60,944,660 دولار بنسبة 39.8% من مجموع إيراداته، بينما حقق عالمياً إيراداتٍ تقدر بـ 152,944,660 دولار.

### ردود النقاد
تلقى فيلم محامي الشيطان ردوداً إيجابيةً عموماً. وحصل تقييم 66% في موقع الطماطم الفاسدة بناءً على 47 مراجعة، و60 في موقع ميتاكريتيك حسب تقييم 19 ناقداً في الموقع.

### الجوائز والترشيحات
حصل الفيلم على 5 ترشيحات، وفوز واحد فقط بجائزة زحل لأفضل فيلم رعب عام 1998.

## مشاكل قانونية
دخل الفيلم بعد إصدراه في مشاكل قانونية، حيث كان هنالك ادعاءً بأن النحت الذي يضم أشكالاً بشرية والذي ظهر في شقة جون ميلتون في الفيلم يشبه إلى حد المطابقة النحت المسمى "Ex nihilo" للنحات فريدريك هارت على واجهة الكاتدرائية الوطنية الأسقفية في واشنطن العاصمة، وهذا المشهد الذي يظهر فيه التمثال المنحوت يعتبر انتهاكاً لحقوق المؤلف الخاصة بفريدريك هارت. بعد قرارٍ من أحد القضاة الفيدراليين أن إصدار الفيلم على أشرطة فيديو سوف يتأخر حتى تحال القضية إلى المحاكمة أو إذا تم التوصل إلى تسوية، قررت شركة وارنر بروس تحرير الفيلم وإزالة المشهد في الإصدارات المستقبلية وإرفاق ملصقاتٍ مع أشرطة الفيديو الغير محررة تشير إلى وجود علاقة بين النحت في الفيلم وعمل فريدريك هارت.

## وصلات خارجية
- محامي الشيطان على موقع IMDb (الإنجليزية)
- محامي الشيطان على موقع ميتاكريتيك (الإنجليزية)
- محامي الشيطان على موقع روتن توميتوز (الإنجليزية)
- محامي الشيطان على موقع نتفليكس (الإنجليزية)
- محامي الشيطان على موقع قاعدة بيانات الأفلام العربية
- محامي الشيطان على موقع ألو سيني (الفرنسية)
- محامي الشيطان على موقع Turner Classic Movies (الإنجليزية)
- محامي الشيطان على موقع أول موفي (الإنجليزية)
- محامي الشيطان على موقع بوكس أوفيس موجو (الإنجليزية)
- محامي الشيطان على موقع فيلمافينيتي (الإسبانية)